# Coelorinchus trachycarus
Coelorinchus trachycarus är en fiskart som beskrevs av Iwamoto, Mcmillan och Shcherbachev, 1999. Coelorinchus trachycarus ingår i släktet Coelorinchus och familjen skolästfiskar. Inga underarter finns listade i Catalogue of Life.